# Небель, Фриц
Фриц Небель (1891 год — 1977) — офицер немецкой разведки.
Известен как изобретатель шифра, известного союзникам как ADFGVX, который использовался Императорской армией с марта 1918 года как на Западном, так и на Восточном фронте до конца войны, и впоследствии использовался для секретной передачи сообщений по радиотелеграфу.
По сравнению с шифром Небеля системы шифрования союзных армий были более трудными для использования и легкими дешифровки. Однако в июне 1918 года французский офицер Жорж Пенвен (1886—1980), раскрыл этот шифр.
В 1966 году, почти пятьдесят лет спустя, Фриц Небель узнал, что его система была раскрыта во время Первой мировой войны, и сказал, что первоначально он предложил транспозицию двух столбцов в качестве второго этапа своего метода. Однако его предложение было отвергнуто начальством на совещаниях и по практическим соображениям было принято решение о простой перестановке столбцов (криптографически значительно более слабой). Два года спустя, в 1968 году, Небель и Пэнвин встретились лично, и Небель сказал, что вчерашние враги встречаются как сегодняшние друзья. Пенвен подчеркнул, что если бы всё было сделано так, как предлагал Небель, ему бы точно не удалось взломать шифр.